# Consorcio de Bibliotecas Universitarias de Galicia

El Consorcio de Bibliotecas Universitarias de Galicia (CBUG), comúnmente conocido por el acrónimo que se le dio al inicio del proyecto en 1999 (BUGalicia), fue constituido como una entidad de derecho público el 29 de noviembre de 2001, nació de la voluntad de las tres Universidades gallegas apoyadas por la Junta de Galicia, en concreto por la Consejería de Innovación, Industria y Comercio, a través de la Dirección General de Investigación y Desarrollo, por la Consejería de Cultura, Comunicación Social y Turismo, y por la Consejería de Educación y Ordenación Universitaria, además de contar con el soporte técnico del Centro de Supercomputación de Galicia (CESGA).
Este ente ha sido absorbido e integrado orgánicamente dentro del Consorcio Interuniversitario del Sistema Universitario de Galicia (CISUG), a todos los efectos, con fecha 1 de noviembre de 2020.

## Objetivos
El Consorcio de Bibliotecas Universitarias de Galicia tiene como objetivo fundamental el apoyo continuo a los servicios bibliotecarios de las tres universidades gallegas a través de la cooperación interbibliotecaria.
La Junta de Galicia y las Universidades de La Coruña, Santiago de Compostela y Vigo, buscaban favorecer así la producción científica que se está a desarrollar en Galicia, poniendo la disposición de los estudiantes y de los investigadores una útil herramienta tecnológica: el acceso a la través de la red a uno alto número de recursos electrónicos de información científica.

## Miembros
El Consorcio de Bibliotecas Universitarias de Galicia comprende las universidades de:
- Universidad de La Coruña
- Universidad de Santiago de Compostela
- Universidad de Vigo

## Patronato
El patronato del Consorcio de Bibliotecas Universitarias de Galicia está compuesto por las siguientes instituciones:
- Universidad de La Coruña
- Universidad de Santiago de Compostela
- Universidad de Vigo
- Junta de Galicia, Consejería de Educación y Ordenación Universitaria – Secretaría General de Universidades – Subdirección General de Universidades
- Junta de Galicia, Consejería de Educación y Ordenación Universitaria – Secretaría General de Universidades – Subdirección General de Promoción Científica y Tecnológica Universitaria
- Junta de Galicia, Consejería de Economía e Industria – Dirección General de Investigación, Desarrollo e Innovación
- Junta de Galicia, Consejería de Cultura y Turismo – Dirección General de Promoción y Difusión de la Cultura
- Junta de Galicia, Presidencia – Secretaría General de Medios
- Centro de Supercomputación de Galicia